# Sándor Gombos
Sándor Gombos (4 de diciembre de 1895-27 de enero de 1968) fue un deportista húngaro que compitió en esgrima, especialista en la modalidad de sable.
Participó en los Juegos Olímpicos de Ámsterdam 1928, obteniendo una medalla de oro en la prueba por equipos. Ganó cuatro medallas de oro en el Campeonato Mundial de Esgrima entre los años 1926 y 1931.

## Palmarés internacional
| Juegos Olímpicos   | Juegos Olímpicos         | Juegos Olímpicos | Juegos Olímpicos  |
| Año                | Lugar                    | Medalla          | Prueba            |
| ------------------ | ------------------------ | ---------------- | ----------------- |
| 1928               | Ámsterdam (Países Bajos) | Medalla de oro   | Sable por equipos |
| Campeonato Mundial |                          |                  |                   |
| Año                | Lugar                    | Medalla          | Prueba            |
| 1926               | Budapest (Hungría)       | Medalla de oro   | Sable individual  |
| 1927               | Vichy (Francia)          | Medalla de oro   | Sable individual  |
| 1930               | Lieja (Bélgica)          | Medalla de oro   | Sable por equipos |
| 1931               | Viena (Austria)          | Medalla de oro   | Sable por equipos |